# منتخب تشيلي لكرة اليد للسيدات
منتخب تشيلي لكرة اليد للسيدات هو الممثل الرسمي لتشيلي في رياضة كرة اليد. شارك في بطولة العالم لكرة اليد للسيدات مرة واحدة وكانت المشاركة في سنة 2009، وحقق فيها المركز الثالث والعشرون. شارك في بطولة بان أميركان لكرة اليد للسيدات 3 مرات وكانت المشاركة الأولى في سنة 2009، كان أفضل مركز له فيها هو الثالث.